# Балто-Івановка
Ба́лто-Іва́новка (рос. Балто-Ивановка, башк. Балто-Ивановка) — присілок у складі Давлекановського району Башкортостану, Росія. Входить до складу Поляковської сільської ради.
Село заасноване у 1897 році вихідцями із Балтського повіту Поділської губернії (нині - Україна). Станом на 1917 рік у селі було 21 господарство, з них 19 - етнічні українці, 2 - поляки.
Населення — 52 особи (2010; 60 в 2002).
Національний склад:
- росіяни — 43 %